# Far Ultraviolet Camera/Spectrograph

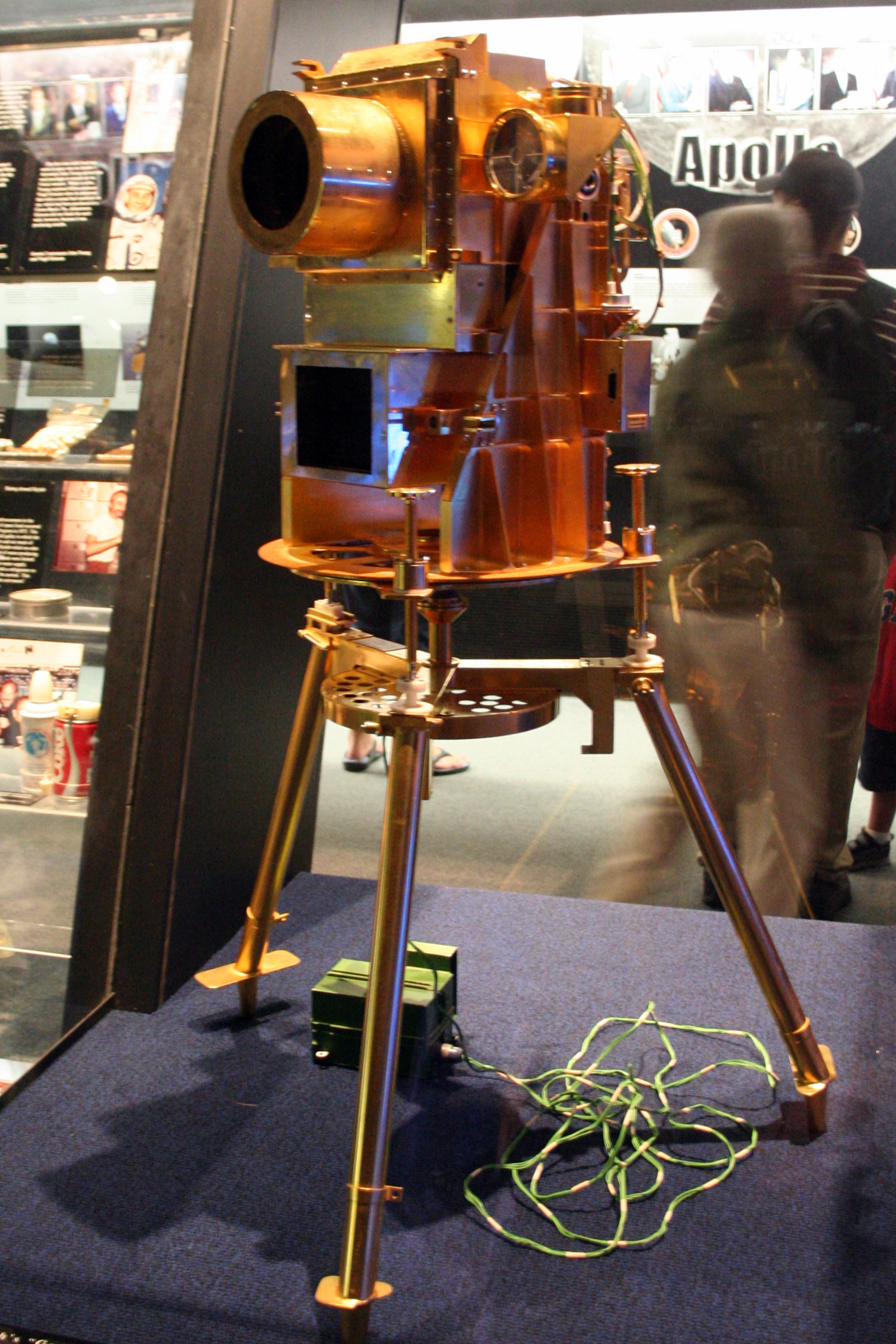
Modello di Far Ultraviolet Camera/Spectrograph in esposizione.

La Far Ultraviolet Camera/Spectrograph (UVC) è stato uno degli esperimenti condotti sulla superficie lunare dagli astronauti della missione Apollo 16. Consisteva in un telescopio accoppiato ad una fotocamera in grado di ottenere immagini e spettri astronomici nella regione ultravioletta dello spettro elettromagnetico.

## Strumento
La Far Ultraviolet Camera/Spectrograph era una fotocamera Schmidt elettronica da 75 mm montata su treppiede, del peso di 22 kg. Aveva un campo visivo di 20° in modalità imaging e di 0,5x20° in modalità spettrografica. Era in grado di fornire dati spettroscopici da 300 a 1350 Ångström, con una risoluzione di 30 Å; le immagini venivano ottenute in due intervalli di bande, 1050-1260 Å e 1200-1550 Å. Vi erano due piastre correttrici realizzate in fluoruro di litio (LiF) o fluoruro di calcio (CaF2), che potevano essere selezionate per diverse bande di UV. La fotocamera conteneva un fotocatodo allo ioduro di cesio (CsI) e utilizzava una pellicola a cartuccia che veniva recuperata e riportata a terra per l'elaborazione.
L'esperimento venne effettuato sulla regione della superficie lunare dell'altopiano Descartes dove gli astronauti dell'Apollo 16, John Young e Charles Duke allunarono nell'aprile 1972. Per mantenere l'apparecchiatura fresca ed eliminare il riverbero solare, questa venne posizionata all'ombra del modulo lunare.

## Obbiettivi dell'esperimento
Gli obiettivi della Far Ultraviolet Camera/Spectrograph comprendevano diverse discipline dell'astronomia. Gli studi sulla Terra sono stati effettuati studiando la composizione e la struttura dell'alta atmosfera terrestre, la ionosfera, la geocorona, il bagliore diurno e notturno e le aurore. Gli studi eliofisici sono stati effettuati ottenendo spettri e immagini del vento solare, della nube di arco solare e di altre nubi di gas nel sistema solare. Gli studi sulla Luna sono stati condotti rilevando i gas dell'atmosfera lunare e cercando possibili gas vulcanici. Vi erano anche considerazioni per valutare la superficie lunare come sito per futuri osservatori astronomici.